# 오픈 패키징 컨벤션스
오픈 패키징 컨벤션스(OPC, Open Packaging Conventions)는 OpenXPS(오픈 XML 문서 규격) 문서와 같은 단일 엔터티를 함께 구성하는 XML 및 비XML 파일의 조합을 저장하기 위해 마이크로소프트에서 처음으로 만든 컨테이너 파일 기술이다. OPC 기반 파일 형식은 문서에 포함된 독립 파일 엔터티를 그대로 유지하고 일반적인 XML 사용에 비해 파일 크기가 훨씬 작아지는 장점을 결합한다.

## 사양
OPC는 오피스 오픈 XML 표준 ISO/IEC 29500:2008 및 ECMA-376의 파트 2에 지정되어 있다.
ISO/IEC 29500-2:2008 사양과 ECMA-376 제2판은 PKWARE, Inc.의 .ZIP 파일 형식 사양 버전 6.2.0(2004)에 대한 규범적 참조를 만들고 이를 표준 세트로 보완한다. 설명. 참고: ECMA-376의 이전 첫 번째 버전은 최신 PKWARE Inc의 ".ZIP 파일 형식 사양" 버전 6.2.1(2005)에 대한 정보(즉, 비표준) 참조를 제공한다. ZIP 형식은 국제 표준에 의해 지정되지 않지만 커뮤니티와 개발자가 널리 수용하고 있다.
Microsoft는 2006년에 OPC 기반 패키지에 대한 URI 참조에 사용할 "pack" URI 체계(pack://)에 대한 초안을 인터넷 엔지니어링 태스크 포스에 제출했다. 초안은 2009년에 만료되었으며 지정된 구문은 URI 체계에 대한 인터넷 표준(STD 66, RFC 3986)과 호환되지 않는다. 이제 이 스킴(scheme)은 역사적으로 나열된다.
ISO 19165:1-2018은 개방형 아카이브 정보 시스템에 정의된 지리공간 패키지를 구현하기 위해 개방형 패키징 규칙을 사용할 것을 권장한다.